# Blaser R93
O Blaser R93 é um rifle de ação por ferrolho de tração direta oferecido em uma infinidade de calibres e comprimentos de cano fabricado pelo fabricante alemão de armas de fogo Blaser. Projetado pelo projetista da Blasers, Sr. Meinhard Zeh, em 1993, ele tinha uma série de recursos raros em rifles de caça modernos, incluindo um sistema de armar manual e um suporte de mira telescópica pertencente à Blaser para montar a mira diretamente no cano de troca rápida.
Em 2002, mais de 100.000 rifles Blaser R93 completos foram produzidos. Até 2017, mais de 200.000 rifles R93 foram produzidos, mas não está claro se a variante R93 Tactical está incluída nesses números.